# Константинов (Одесская область)
Константинов (укр. Костянтинів) — село, относится к Ширяевскому району Одесской области Украины.
Население по переписи 2001 года составляло 35 человек. Почтовый индекс — 66860. Телефонный код — 4858. Занимает площадь 0,2 км². Код КОАТУУ — 5125481002.

## Местный совет
66860, Одесская обл., Ширяевский р-н, с. Жовтень, ул. Шевченка, 4